# Expulsió dels jueus d'Espanya

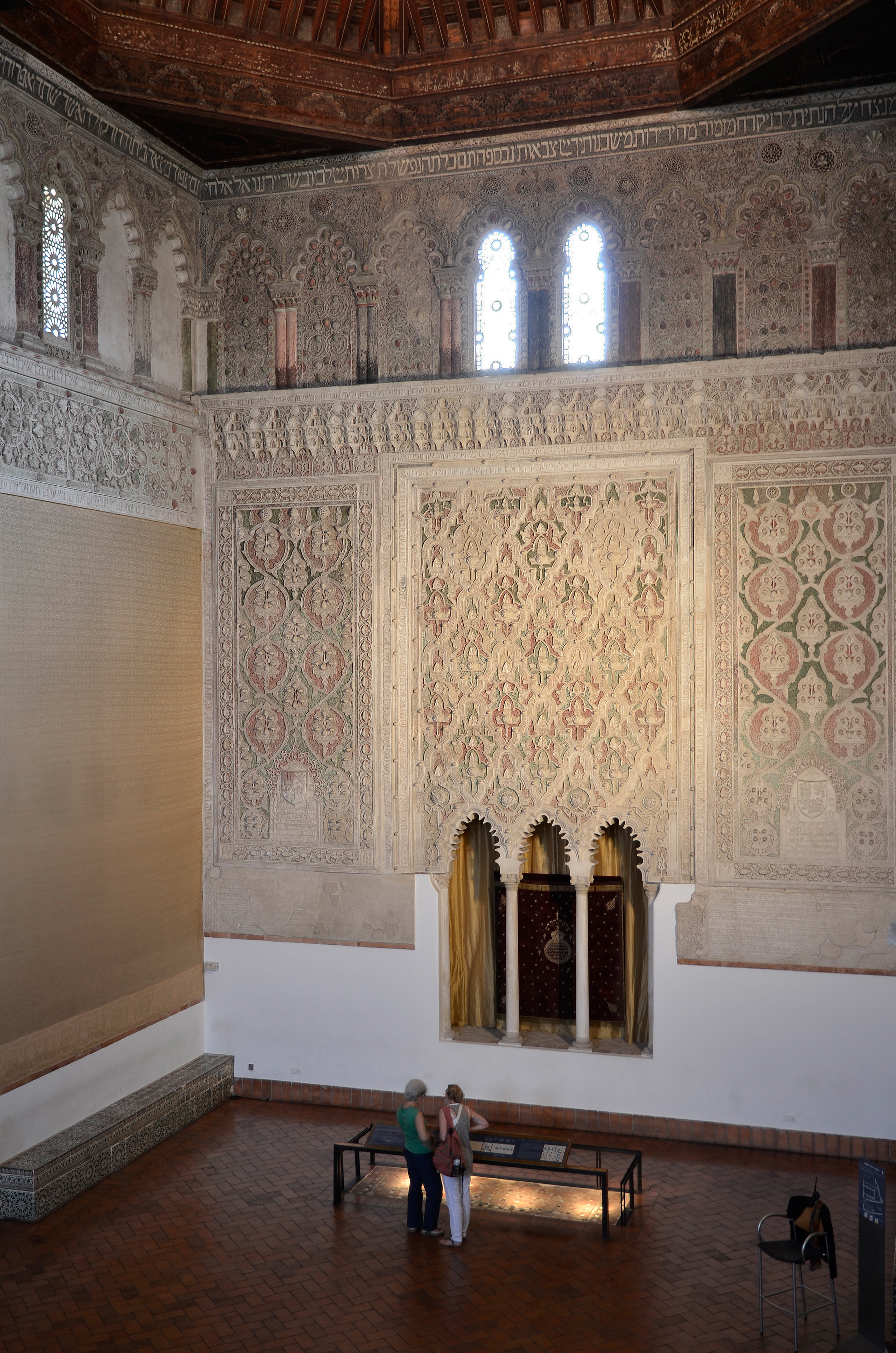
Interior de la sinagoga del Tránsito a Toledo.

L'expulsió dels jueus de les corones de Castella i d'Aragó —no existia encara el Regne d'Espanya— va ser ordenada el 1492 pels Reis Catòlics mitjançant el Decret de l'Alhambra de Granada amb la finalitat, segons el decret, d'impedir que continuessin influint en els cristians nous perquè aquests judaïtzessin. La decisió d'expulsar els jueus —o de prohibir el judaisme— està relacionada amb la instauració de la Inquisició espanyola catorze anys abans en la Corona de Castella i nou en la Corona d'Aragó, perquè precisament va ser creada per perseguir els judeoconversos que continuaven practicant la seva antiga fe. Com ha assenyalat l'historiador Julio Valdeón, «sens dubte l'expulsió dels jueus del solar ibèric és un dels temes més polèmics de quants han succeït al llarg de la història d'Espanya». Per la seva part, l'hispanista francès Joseph Pérez ha destacat les semblances que existeixen entre aquesta expulsió i la persecució dels jueus en la Hispània visigòtica quasi mil anys abans.
El 2015, el Parlament espanyol va aprovar una llei per la que es reconeixia com a espanyols als descendents directes dels jueus expulsats el 1492, amb el que de facto s'anul·laven en tant que sigui possible les conseqüències d'aquella expulsió.

## Antecedents

### Els jueus als estats cristians medievals peninsulars
Fins al segle xiv els jueus que vivien sota els estats musulmans de l'Àndalus van ser tolerats. El 2 de gener de 1492: els Reis Catòlics conquereixen l'Regne nassarita de Granada. L'últim rei musulmà, Boabdil, es retira a Las Alpujarras després de quasi 800 anys de presència musulmana. Fi de la Reconquesta.
En una carta enviada pels Reis Catòlics al consell de Bilbao e 1490 es deia que «de dret canònic i segons les lleis dels nostres regnes, els jueus són tolerats i soferts i “nos” els manem tolerar i sofrir que visquin en els nostres regnes, com els nostres súbdits i vassalls». Com ha explicat Joseph Pérez, «cal rebutjar la idea comunament admesa d'una Espanya on les tres religions del Llibre —cristians, musulmans i jueus— haurien conviscut pacíficament durant els dos primers segles de la dominació musulmana i, més tard, a l'Espanya cristiana dels segles xii i xiii. La tolerància implica no discriminar les minories i respectar la diferència. I, entre els segles VIII i XV, no trobem en la península res semblant a la tolerància». Henry Kamen, d'altra banda, afirma que «les comunitats de cristians, jueus i musulmans mai no havien viscut en peu d'igualtat; l'anomenada convivència va ser sempre una relació entre desiguals». Als regnes cristians, destaca Kamen, tant jueus com musulmans eren tractats «amb menyspreu» i les tres comunitats «vivien existències separades».
Als segles xii i xiii es recrueix l'antijudaisme cristià a l'Occident medieval, el que queda concretat en les dures mesures antijueves acordades al concili del Laterà IV celebrat el 1215 a instàncies del papa Innocenci III. Els regnes cristians peninsulars no van ser en absolut aliens al creixement de l'antijudaisme cada vegada més bel·ligerant —en el codi castellà de Las Siete Partidas es recordava que els jueus vivien entre els cristians «perquè la seva presència recordi que descendeixen d'aquells que van crucificar a Nostre Senyor Jesucrist»—, però els reis van seguir «protegint» els jueus per l'important paper que desempenyoraven en els seus regnes.
Al segle xiv s'acaba el període de «tolerància» cap als jueus passant-se a una fase de conflictes creixents. Segons Joseph Pérez, «el que canvia no són les mentalitats, són les circumstàncies. Els bons temps de l'Espanya de les tres religions havia coincidit amb una fase d'expansió territorial, demogràfica i econòmica; jueus i cristians no competien en el mercat de treball: tant uns com d'altres contribuïen a la prosperitat general i compartien els seus beneficis. L'antijudaisme militant de l'Església i de les ordes mendicants gairebé no trobava ressò. Els canvis socials, econòmics i polítics del segle xiv, les guerres i les catàstrofes naturals que precedeixen i segueixen la Pesta Negra creen una situació nova. […] La gent es creu víctima d'una maledicció, castigada per pecats que hauria comès. El clericat invita els fidels a penedir-se, a canviar de comportament i tornar a Déu. És aleshores quan la presència del poble deïcida entre els cristians es considera escandalosa».

### Les matances de jueus de 1391 i les seves conseqüències

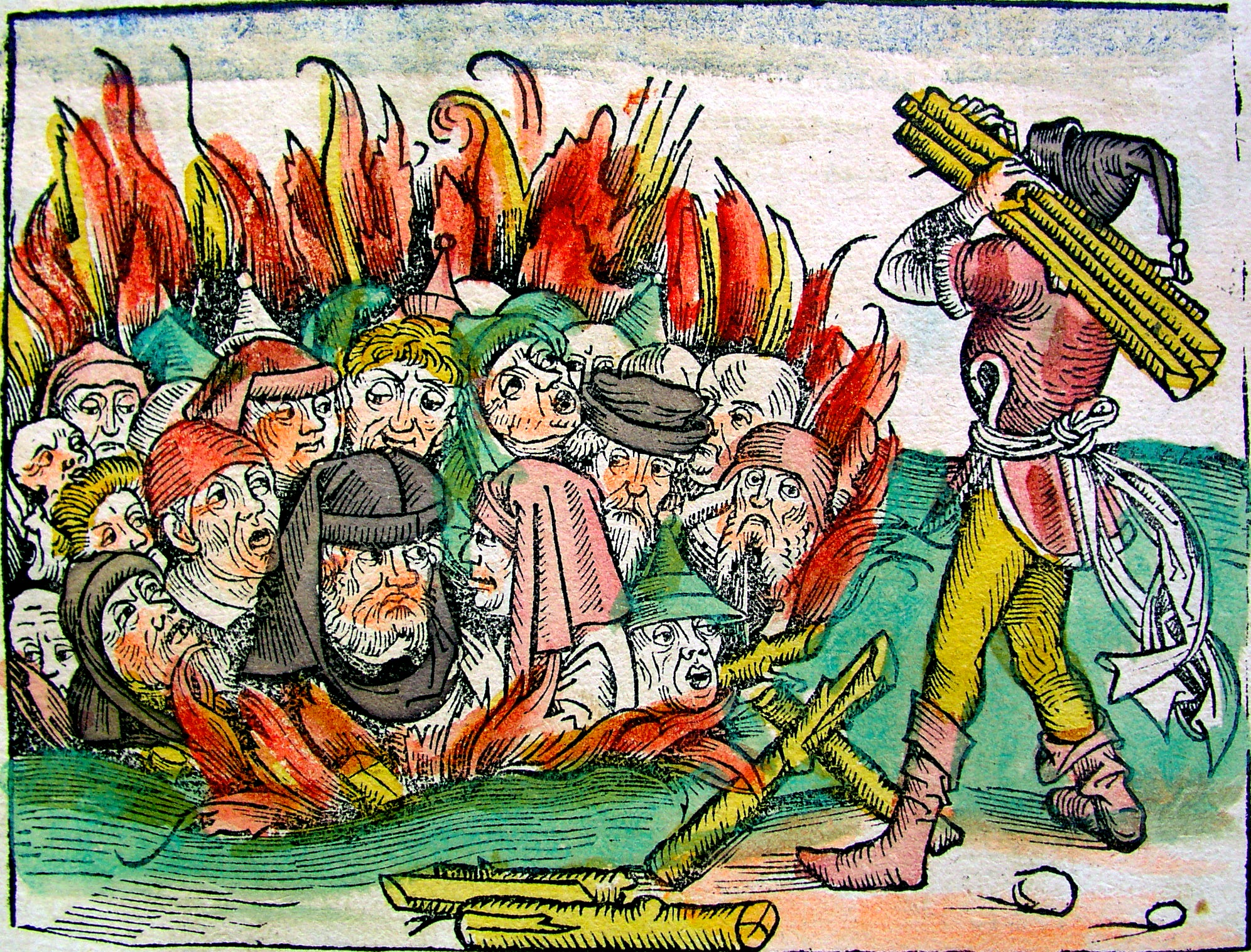
Crema de jueus acusats de ser els causants de la Pesta Negra de 1348-1351.

La primera ona de violència contra els jueus en la península Ibèrica es va produir en el regne de Navarra a conseqüència de l'arribada el 1321 de la croada dels pastorets des de l'altre costat dels Pirineus. Els calls de Pamplona i d'Estella són massacrats. Dues dècades més tard l'impacte de la Pesta Negra de 1348 provoca assalts als calls de diversos llocs, especialment a Barcelona i d'altres localitats del Principat de Catalunya. A la Corona de Castella la violència antijueva es relaciona estretament amb la guerra civil del regnat de Pere I en la que el bàndol que dona suport Enric II de Castella utilitza com a arma de propaganda l'antijudaisme i el pretendent acusa el seu germanastre, el rei Pere, d'afavorir els jueus. Així la primera matança de jueus, que va tenir lloc a Toledo el 1355, va ser executada pels partidaris d'Enric II quan entren a la ciutat. El mateix succeeix onze anys més tard quan ocupen Briviesca. A Burgos, els jueus que no poden pagar l'abundós tribut que se'ls imposa el 1366 són reduïts a esclavitud i venuts. A Valladolid el call és assaltat el 1367 al crit de «Viva el rei Enrique!». Encara que no hi ha víctimes, les sinagogues són incendiades.
Però la gran catàstrofe per als jueus de la península ibèrica té lloc el 1391 quan els calls de la Corona de Castella i de la Corona d'Aragó són massacrats. Els assalts, els incendis, els saquejos i les matances s'inicien al juny a Sevilla, on Ferran Martínez, ardiaca d'Écija aprofitant el buit de poder que crea la mort de l'arquebisbe de Sevilla endureix les seves predicacions en contra dels jueus que havia iniciat el 1378 i mana abatre les sinagogues i requisa els llibres d'oracions. El gener de 1391 un primer intent d'assalt al call pot ser evitat per les autoritats municipals, però al juny centenars de jueus són assassinats, les seves cases saquejades i les sinagogues convertides en esglésies. Alguns jueus aconsegueixen escapar; d'altres, aterrits, demanen ser batejats.
Des de Sevilla la violència antijueva s'estén per Andalusia i després passa a Castella. A l'agost arriba a la Corona d'Aragó. A totes parts es reprodueixen els assassinats, els saquejos i els incendis. Els jueus que aconsegueixen salvar la vida és perquè fugen -molts es refugien en el regne de Navarra, en el regne de Portugal o en el regne de França; d'altres se'n van al nord de l'Àfrica- i sobretot perquè accepten ser batejats, sota l'amenaça de mort. El nombre de víctimes és difícil de saber. A Barcelona van ser assassinats uns 400 jueus; a València 250; a Lleida 68...
Després de la revolta de 1391 es recrudeixen les mesures antijueves: a Castella s'ordena el 1412 que els jueus es deixin barba i portin un distintiu vermell cosit a la roba per poder ser reconeguts; a la Corona d'Aragó es declara il·lícita la possessió del Talmud i es limita a una el nombre de sinagogues per aljama. A més a més les ordres mendicants intensifiquen la seva campanya de proselitisme —en què destaca el dominicà valencià Vicent Ferrer— perquè els jueus es converteixin i que rep el suport dels monarques —a la Corona d'Aragó es decreta que els jueus assisteixin obligatòriament a tres sermons a l'any—. Com a conseqüència de les massacres de 1391 i les mesures que el van seguir, cap a 1415 més de la meitat dels jueus de Castella i d'Aragó havien renunciat a la llei mosaica i s'havien batejat, entre ells molts rabís i personatges importants.

### Els jueus alseglexv

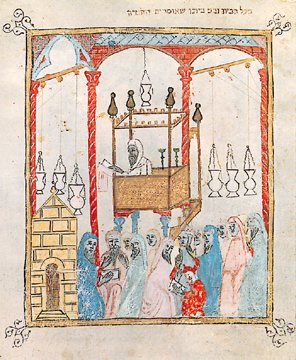
Miniatura d'una Hagadá espanyola del.

Després de les matances de 1391 i les predicacions que les van seguir, cap a 1415 tot just cent mil jueus es van mantenir fidels a la seva religió en les corones de Castella i d'Aragó. Com ha assenyalat Joseph Pérez, «el judaisme espanyol mai no es refarà d'aquesta catàstrofe». La comunitat hebrea «va sortir de la crisi no solament físicament disminuïda, sinó moral i intel·lectualment destrossada».
A la Corona d'Aragó, aljames importants com les de Barcelona, València o Palma pràcticament van desaparèixer -el 1424 el call de Barcelona va ser suprimit perquè es va considerar innecessari -, i només va quedar intacta la de Saragossa. A Castella aljames en un altre temps grans com les de Sevilla, Toledo o Burgos van perdre gran part dels seus membres; el 1492 l'antic call de Toledo només tenia unes quaranta cases. El 1492, l'any de la seva expulsió, a la Corona d'Aragó tan sols quedava una quarta part dels jueus que n'hi havia abans de 1391 —la famosa comunitat jueva de Girona, per exemple, es va quedar només amb 24 famílies—. A la Corona de Castella no arribaven a vuitanta mil —a Sevilla abans de les revoltes de 1391 hi havia unes 500 famílies jueves; cinquanta anys més tard només en quedaven 50—. Segons Joseph Pérez, en el moment de l'expulsió els jueus no arribarien a 150.000, repartits en 35 aljames de la Corona d'Aragó i en 216 en la Corona de Castella. I en ambdues corones s'observa que els jueus havien abandonat les grans ciutats i vivien en les petites i en les zones rurals, menys exposades «als excessos dels cristians».

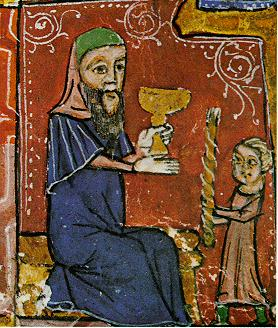
Jueu celebrant havdala detall d'una miniatura del.

Després del període crític de 1391-1415, disminueix la pressió sobre els jueus que recuperen les seves sinagogues i els llibres que els havien estat confiscats, i poden eludir unes certes obligacions com portar la rodella vermella o acudir als sermons dels frares. A més a més poden reconstruir l'organització interna de les aljames i les seves activitats religioses, gràcies als acords aconseguits pels procuradors de les aljames reunits a Valladolid el 1432 i que són sancionats pel rei, el que suposa que «la Corona de Castella torna a acceptar oficialment que una minoria dels seus súbdits tingui una altra religió que la cristiana i es reconeix a aquesta minoria el dret de portar una existència legal, amb un estatut legal». «D'aquesta manera es reconstrueix la comunitat jueva amb el beneplàcit de la corona». Abraham Beneviste, que va presidir la reunió de Valladolid, és nomenat rabí de la cort, amb autoritat sobre tots els jueus del regne i al mateix temps com a delegat del rei sobre seu.
Durant el regnat dels Reis Catòlics, en l'últim quart del segle xv, molts jueus vivien en nuclis rurals i es dedicaven a activitats relacionades amb l'agricultura. Pel que fa a l'artesania i al comerç no monopolitzaven cap d'aquests dos sectors —el comerç internacional havia passat a les mans dels conversos—. Va continuar havent-hi jueus dedicats al préstec, però havia crescut molt el nombre de prestadors cristians. També va continuar havent-hi jueus que arrendaven rendes reials, eclesiàstiques o senyorials, però la seva importància també havia disminuït -a Castella només tenien al seu càrrec la quarta part de les recaptacions-. Tanmateix, en la cort de Castella -però no en la d'Aragó- els jueus ocupaven llocs administratius i financers importants. Com Abraham Seneor, des de 1488 tresorer major de la Santa Germandat, un organisme clau en el finançament de la guerra de Granada, i que a més a més va ser nomenat rabí major de Castella, o Yucé Abravanel, «recaptador major del servei i tribut dels ramats», una de les rendes més sanejades i més alt rendiment de la Corona de Castella. Tanmateix, segons Joseph Pérez, no s'ha d'exagerar el paper dels jueus en la cort. «La veritat era que l'Estat podia prescindir dels jueus, tant a l'aparell burocràtic com en la gestió de la hisenda».

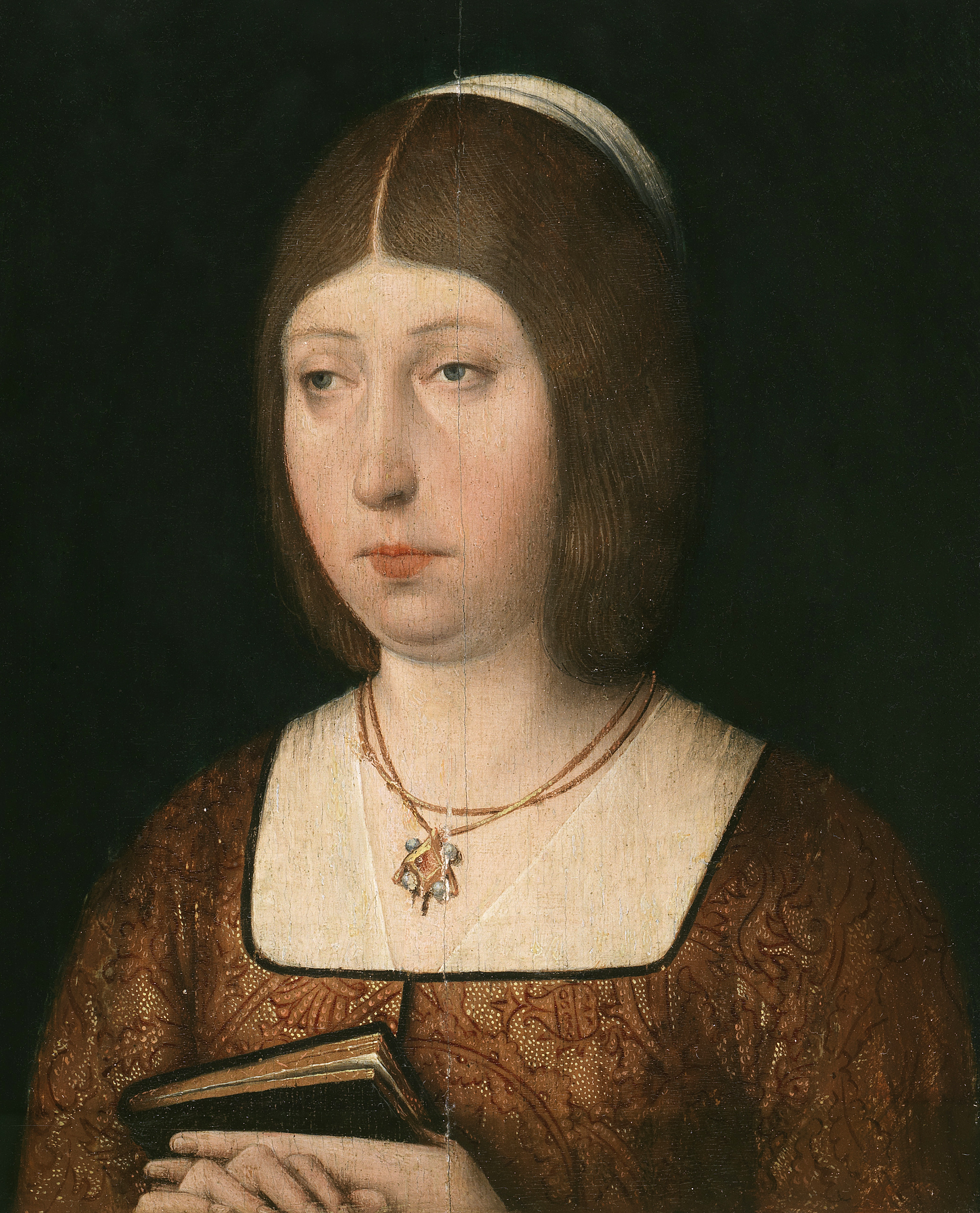
Isabel I de Castella.

Cal rebutjar, doncs, el tòpic que la comunitat hebrea a la fi del segle xv era immensament rica i influent. «De fet, els jueus espanyols en el moment de la seva expulsió no formaven un grup social homogeni. Hi havia entre ells classes com en la societat cristiana, una petita minoria d'homes molt rics i molt ben situats, al costat d'una massa de gent com agricultors, artesans, botiguers...». El que els unia era que practicaven la mateixa fe, diferent de l'única reconeguda, el que feia d'ells una comunitat separada dintre de la monarquia i que era «propietat» de la corona que per això els protegia. En una carta del 7 de juliol de 1477 dirigida a les autoritats de Trujillo a on s'havien produït incidents contra els jueus, la reina Isabel I, després de posar sota la seva protecció a l'aljama i prohibir tot tipus d'opressió o d'humiliació contra els seus membres, afirma:
| « | Tots els jueus dels meus regnes són meus i són sota la meva protecció i empar i a mi pertany dels defensar i emparar i mantenir en justícia | » |

Així doncs, els jueus «formaven, no un estat en l'Estat, sinó més aviat una microsocietat al costat de la societat cristiana majoritària, amb una autoritat el rabí major que la corona el delegava sobre els seus membres». Les aljames s'organitzaven internament amb un ampli marge d'autonomia. Designaven per sorteig al consell d'ancians que regia la vida de la comunitat; recaptaven els seus propis impostos per al manteniment del culte, de les sinagogues i de l'ensenyament rabínic; vivien sota les normes del dret judaic, i tenien els seus propis tribunals que entenien de tots els casos en matèria civil —des de les Corts de Madrigal de 1476 les causes penals havien passat als tribunals reials—. Però els jueus no gaudien de la plenitud dels drets civils: tenien un règim fiscal específic molt més onerós que el dels cristians i estaven exclosos dels càrrecs que els poguessin conferir autoritat sobre els cristians.
La situació en què vivien els jueus, segons Joseph Pérez, plantejava dos problemes: «com a súbdits i vassalls del rei, els jueus no tenien cap garantia per al futur -el monarca podia en qualsevol moment retallar l'autonomia de les aljames o exigir nous tributs més importants-»; i, sobretot, en «aquests anys finals de l'edat mitjana, quan s'està gestant un Estat de caràcter modern, no podia sinó plantejar-se un problema d'immensa transcendència: era compatible l'existència de comunitats autònomes i separades amb les exigències d'un Estat modern? Aquesta era la qüestió veritable».

### El "problema convers" i la creació de la Inquisició

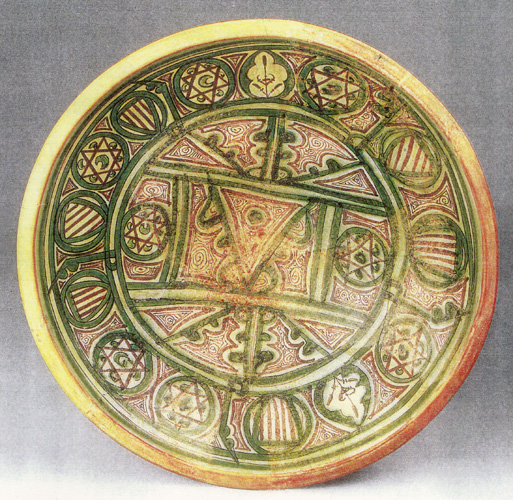
Plat judeocastellà del.

Al segle xv el problema principal deixen de ser els jueus per passar a ser els conversos, el nombre dels quals segons Joseph Pérez probablement estaria proper a les dues-centes mil persones. El terme convers es va aplicar als jueus que s'havien batejat i als seus descendents, com ara la família dels jueus aragonesos de la Cavalleria. Com molts d'ells ho havien fet per força sempre van ser mirats amb desconfiança pels que es diran a si mateixos «cristians vells». Al segle xv les posicions abandonades pels jueus són ocupades en la seva major part pels conversos, que es concentren allà on havien florit les comunitats jueves abans de 1391. S'ocupen de les activitats que abans exercien els jueus -el comerç, el préstec, l'artesania- i ara amb l'avantatge afegit que en ésser cristians poden accedir a oficis i professions que abans estaven prohibides als jueus. Alguns també ingressen en el clericat arribant a ésser canonges o priors, i inclòs bisbes.
L'ascens social dels conversos va ser vist amb recel pels «cristians vells», un ressentiment que es va veure accentuat per la consciència per part d'aquells de què posseïen una identitat diferenciada, orgullosos d'ésser cristians i de tenir ascendència jueva, que era el llinatge de Crist. Així, van esclatar revoltes populars contra els conversos entre 1449 i 1474, quan a Castella es vivia un període de dificultats econòmiques i de crisi política, especialment durant la guerra civil del regnat de Enric IV. La primera i més important d'aquestes revoltes va ser la que va tenir lloc el 1449 a Toledo, durant la qual es va aprovar una Sentencia-Estatuto que prohibia l'accés als càrrecs municipals de «ningú confesso del llinatge dels jueus», un antecedent dels estatuts de puresa de sang del segle següent. A Andalusia, en canvi, es vivia una situació de fam, agreujada per una epidèmia de pesta- i en principi les revoltes «no van dirigides especialment contra els conversos. Són els partits i els demagogs els que s'aprofiten de la desesperació del poble i la dirigeixen contra els conversos».

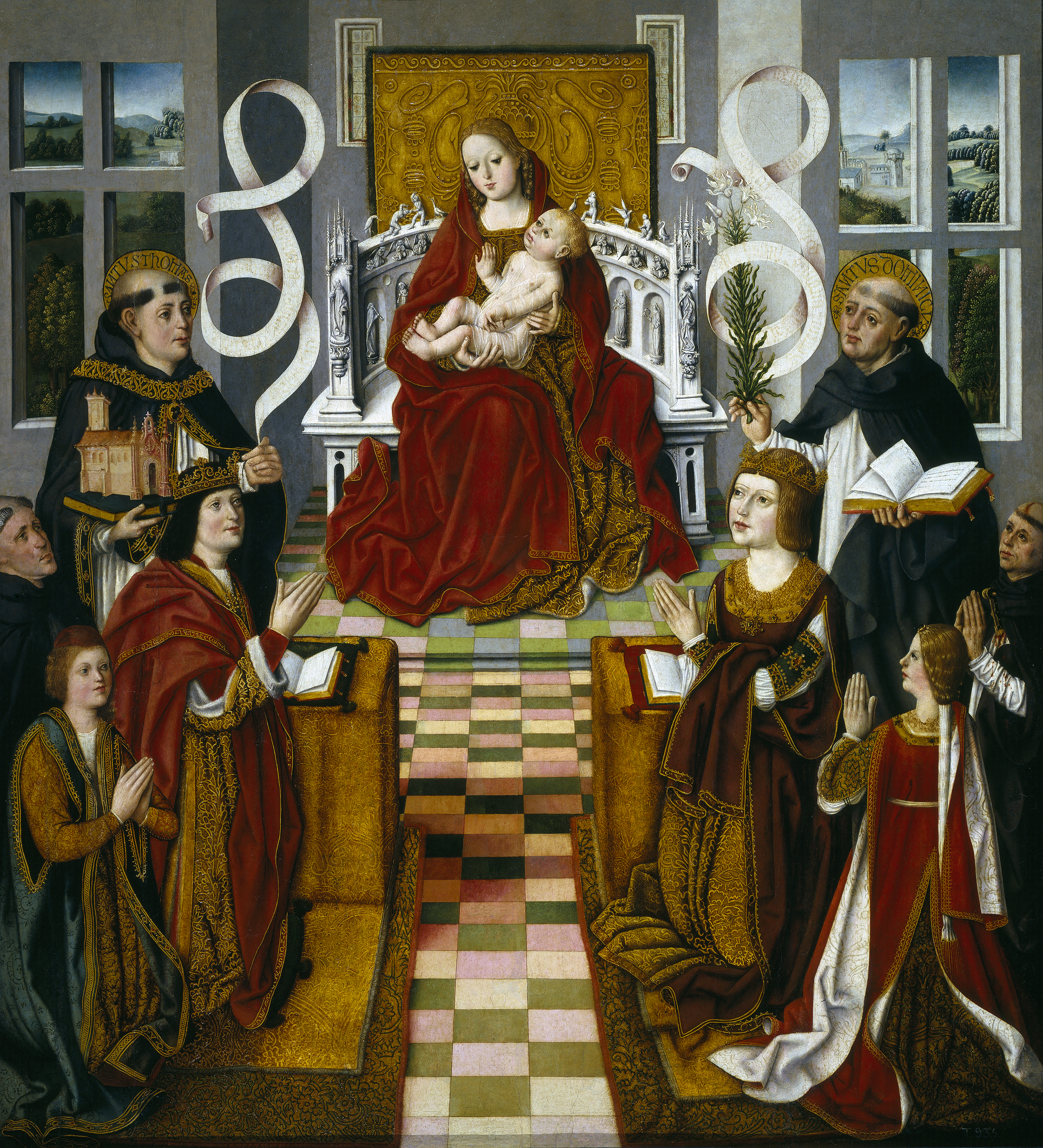
Pintura La Verge dels Reis Catòlics en què apareix agenollat darrere el rei Ferran el Catòlic, l'inquisidor general Tomàs de Torquemada, i agenollat darrere la reina l'inquisidor d'Aragó Pedro de Arbués.

Per justificar els atacs als conversos s'afirma que aquests són falsos cristians i que de fet continuen practicant d'amagat la religió jueva. Segons Joseph Pérez, «és un fet provat que, entre els que es van convertir per escapar al furor cec de les masses el 1391, o per la pressió de les campanyes de proselitisme de començaments del segle xv, alguns van regressar clandestinament a la seva antiga fe quan va semblar que havia passat el perill; d'aquests es diu que judaïtzen». L'acusació de criptojudaisme  es fa més versemblant quan es coneixen alguns casos de destacats conversos que van continuar observant els ritus judaics després de la seva conversió. Però els conversos que judaïtzaven, segons Joseph Pérez, van ser una minoria encara que relativament important. El mateix afirma Henry Kamen quan diu que «pot afirmar-se que a la fi de la dècada de 1470 no hi havia cap moviment judaïtzant destacat o provat entre els conversos». A més a més assenyala que quan s'acusava un convers de judaïtzar, en moltes ocasions les «proves» que s'aportaven eren de fet elements culturals propis de la seva ascendència jueva -com considerar dissabte, no diumenge, com el dia de descans-, o la falta de coneixement de la nova fe —com no saber el credo o menjar carn en Quaresma.
Així és com neix el «problema convers». El batejat no pot renunciar a la seva fe segons la doctrina canònica de l'Església pel que ell criptojudaisme és assimilat a l'heretgia, i com tal ha de ser castigada. Així ho comencen a reclamar diverses veus incloses les d'alguns conversos que no volen que es posi en dubte la sinceritat del seu baptisme per culpa d'aquells «falsos» cristians que comencen a ésser nomenats marrans. I a més a més s'estén la idea que la presència dels jueus entre els cristians és el que invita als conversos a continuar practicant la llei de Moisès.
Quan el 1474 accedeix al tron Isabel I de Castella, casada amb l'hereu de la Corona d'Aragó, el futur Ferran II d'Aragó, el criptojudaisme no es castigava, «no, certament, per tolerància o indiferència, sinó perquè es mancava d'instruments jurídics apropiats per caracteritzar aquest tipus de delicte». Per això quan decideixen afrontar el «problema convers», sobretot després que el prior dels dominicans de Sevilla, fra Alonso de Ojeda, els remet el 1475 un informe alarmant sobre la quantitat de conversos que en aquesta ciutat judaïtzen, també de manera oberta, es dirigeixen al papa Sixt IV perquè els autoritzi a nomenar inquisidors en els seus regnes, el que el pontífex els concedeix per la butlla Exigit sincerae devotionis de l'1 de novembre de 1478. «Amb la creació del tribunal de la Inquisició disposaran les autoritats de l'instrument i dels mitjans de recerca adequats». Segons Joseph Pérez, Ferran i Isabel «estaven convençuts que la Inquisició obligaria als conversos a integrar-se definitivament: el dia que tots els nous cristians renunciessin al judaisme res no els distingiria ja dels altres membres del cos social».

## L'expulsió

### La segregació dels jueus (1480)

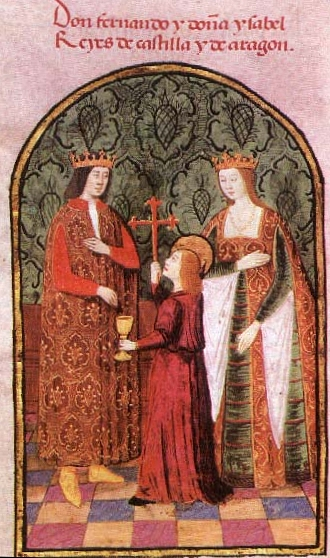
Isabel I de Castella i Ferran II d'Aragó.

Des del començament del seu regnat, Isabel i Ferran es van preocupar de protegir els jueus —ja que eren «propietat» de la corona—. Per exemple, el 6 de setembre de 1477 en una carta dirigida a la comunitat jueva de Sevilla la reina Isabel I donava garanties sobre la seva seguretat:
| « | Prenc sota la meva protecció als jueus de les aljamesen general i a cadascun en particular, així com a les seves persones i els seus béns; els protegeixo contra qualsevol atac, sigui de la naturalesa que sigui...; prohibeixo que se'ls ataqui, o fereixi; prohibeixo també que s'adopti una actitud passiva si se'ls ataca, mata o fereix | » |

 D'aquí també que els Reis Catòlics fins a 1492 tindrien fama d'ésser favorables als jueus. Això és el que afirma, per exemple, el viatger alemany Nicolau de Popielovo, després de la seva visita el 1484-1485:
| « | Els seus súbdits de Catalunya i l'Aragó parlen públicament i el mateix he sentit dir a molts a Espanya que la Reina és protectora dels jueus i filla d'una jueva | » |

Però els Reis Catòlics no van poder acabar amb totes les vexacions i discriminacions que patien els jueus, encoratjades en moltes ocasions per les predicacions dels frares de les ordres mendicants. Aleshores van prendre la decisió de segregar als jueus per acabar amb els conflictes. Ja en les Corts de Madrigal de 1476 els reis havien protestat per l'incompliment del disposat en l' Ordenança de 1412 sobre els jueus —prohibició de portar vestits de luxe; obligació de portar una rodella vermella a l'espatlla dreta; prohibició d'exercir càrrecs amb autoritat sobre cristians, de tenir criats cristians, de prestar diners a interès, etc.— però a les Corts de Toledo de 1480 decideixen anar molt més lluny perquè es complissin aquestes normes: obligar els jueus a viure en barris separats, d'on no podrien sortir llevat de dia per realitzar les seves ocupacions professionals.

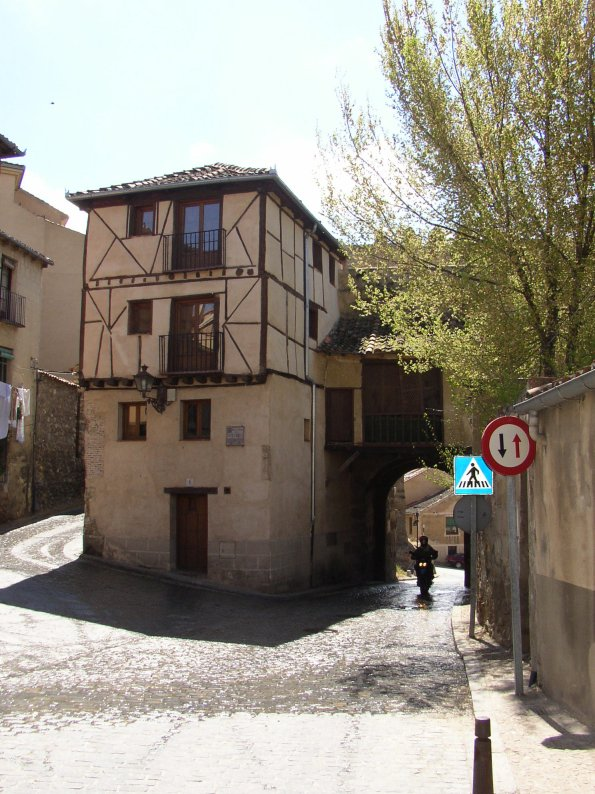
Baixada a la Porta de Sant Andreu, al call de Segòvia.

 Fins aleshores els calls —a on els jueus acostumaven a viure i on tenien les seves sinagogues, les seves carnisseries, etc.— no havien format un món a part en les ciutats i a més a més hi havia cristians que vivien en elles i jueus que vivien fora d'elles. A partir de 1480 els calls van quedar convertides en guetos closos per murs i els jueus van ser reclosos en ells per evitar «confusió i dany de la nostra santa fe». Un procés per al qual es va establir un termini de dos anys, però que va durar més de deu, i que no va estar exempt de problemes i d'abusos per part dels cristians.

El text aprovat per les Corts, que també incloïa els mudèjars, deia el següent:
| « | E mandamos a las aljamas de los dichos judíos e moros que cada uno dellos que pongan en el dicho apartamiento tal diligencia e den tal orden como dentro del dicho término de los dichos dos annos tengan fechas las dichas casas de su apartamiento, e vivan e moren en ellas, e dende en adelante non tengan sus moradas entre los christianos ni en otra parte fuera de los circuitos e lugares que les fueren deputados para las dichas judería e morería | » |

La decisió dels reis aprovada per les Corts de Toledo, comptava amb antecedents perquè els jueus ja havien estat confinats en algunes localitats castellanes com a Càceres o Sòria. En aquesta última localitat s'havia realitzat amb l'aprovació dels reis «per evitar els dapnos [sic] que a causa de bevir e habitar e estar els jueus entre els christianos se seguien». Fra Hernando de Talavera, confessor de la reina i que s'havia mostrat contrari a l'ús de la força per resoldre el «problema convers», va justificar també la segregació «per evitar molts pecats, que se segueixen de la barreja i molta familiaritat entre cristians i jueus i de no guardar tot el que a prop de la seva conversa amb els cristians pels sants cànons i lleis civils és ordenat i mandat».

### L'expulsió dels jueus d'Andalusia (1483)

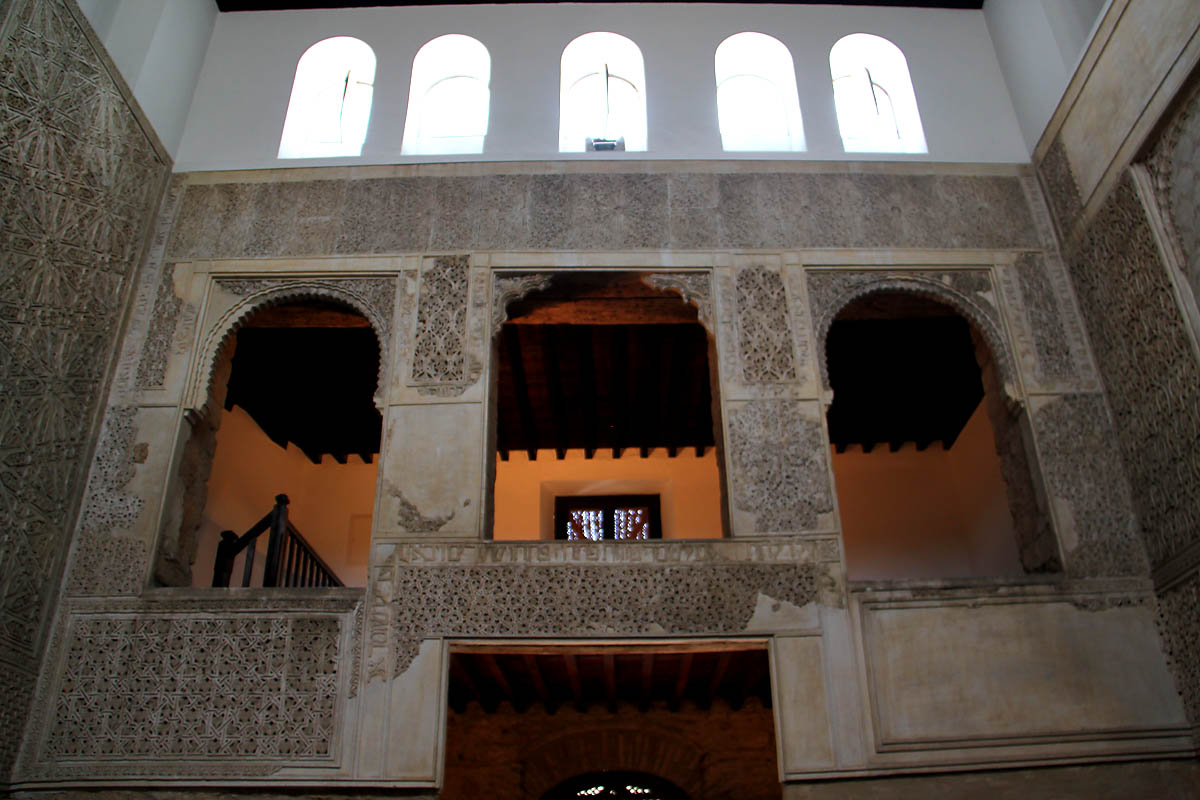
Interior de la sinagoga de Còrdova.

Els primers inquisidors nomenats pels reis van arribar a Sevilla al novembre de 1480, «sembrant de seguida el terror». En els primers anys i solament per a aquesta ciutat dicten 700 sentències de mort i més de cinc mil «reconciliacions» —és a dir, penes de presó, d'exili o simples penitències— que van acompanyades de la confiscació dels seus béns i la inhabilitació per a càrrecs públics i beneficis eclesiàstics.
En les seves investigacions els inquisidors van descobrir que des de feia temps molts conversos es reunien amb els seus familiars jueus per celebrar les festes judaiques i, també, assistir a les sinagogues. A més a més guardaven dissabte i els dejunis i resaven oracions jueves. Això els convenç que no aconseguiran acabar amb el criptojudaisme si els conversos continuen mantenint el contacte amb els jueus, per la qual cosa demanen als reis que siguin expulsats d'Andalusia. Aquests ho aproven i el 1483 donen un termini de sis mesos perquè els jueus de les diòcesis de Sevilla, Còrdova i Cadis se'n vagin a Extremadura. Hi ha dubtes sobre si l'ordre es va complir estrictament, ja que quan es va produir l'expulsió final el 1492 alguns cronistes parlen que vuit mil famílies d'Andalusia es van embarcar a Cadis, i d'altres a Cartagena i en els ports de la Corona d'Aragó. D'altra banda, es va proposar també l'expulsió dels jueus de Saragossa i de Terol, però al final no es va realitzar.
Segons Julio Valdeón, la decisió d'expulsar els jueus d'Andalusia també va obeir «el desig d'allunyar-los de la frontera entre la corona de Castella i el regne nassarita de Granada, escenari, durant la dècada dels vuitanta del segle xv i els primers anys dels noranta, de la guerra que va concloure amb la desaparició de l'últim reducte de l'islamisme peninsular».

### La gènesi del decret d'expulsió

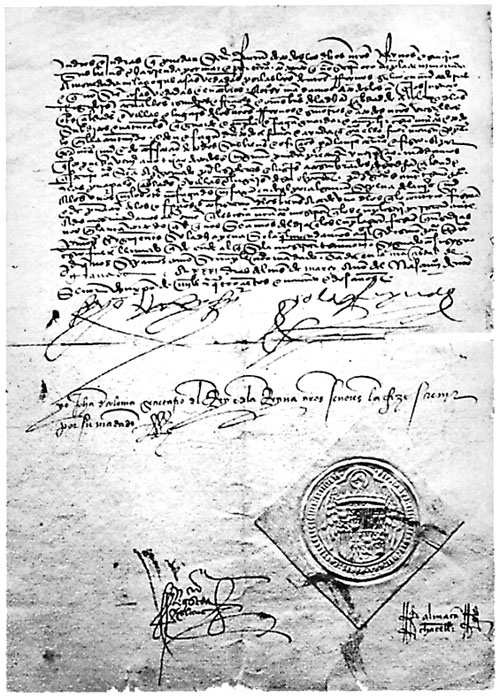
Còpia segellada del Decret de l'Alhambra de Granada.

El 31 de març de 1492, poc després de finalitzada la guerra de Granada, els Reis Catòlics van signar a el decret d'expulsió dels jueus, que va ser enviat a totes les ciutats, viles i senyorius dels seus regnes amb ordres estrictes de no llegir-ho ni donar-ho a conèixer fins l'1 de maig. És possible que alguns jueus prominents intentessin anul·lar-ho o suavitzar-ho però no van tenir cap èxit. Entre aquests jueus destaca Ishaq Abrabanel que el va oferir al rei Ferran una suma de diners considerables. Segons una llegenda força difosa en assabentar-se'n l'inquisidor general Tomàs de Torquemada es va presentar davant el rei i el va llançar als seus peus un santcrist dient-li: «Judes va vendre a Nostre Senyor per trenta monedes de plata; La seva Majestat està a punt de vendre'l novament per trenta mil». Segons l'historiador israelià Benzion Netanyahu, citat per Julio Valdeón, quan Abravanel es va entrevistar amb la reina Isabel aquesta li va dir: «Creieu que això prové de mi? El Senyor ha posat aquest pensament al cor del Rei?»
Uns mesos abans un acte de fe celebrat a Àvila en què van ser cremats vius tres conversos i dos jueus condemnats per la Inquisició per un presumpte delicte de crim ritual contra un nen cristià -que serà conegut com el Sant Nen de La Guardia- va contribuir a crear l'ambient propici per a l'expulsió.

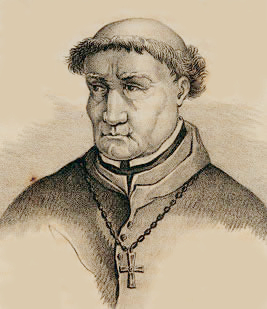
Tomàs de Torquemada, primer inquisidor general.

Els Reis Catòlics havien encarregat precisament al inquisidor general Tomàs de Torquemada i als seus col·laboradors la redacció del decret fixant-los, segons l'historiador Luis Suárez, tres condicions prèvies que quedarien reflectides en el document: que justifiquessin l'expulsió imputant als jueus dos delictes suficientment greus -la usura i la herètica pravitat-; que es donés un termini suficient perquè els jueus poguessin escollir entre el baptisme o l'exili; i que els que es mantinguessin fidels a la llei mosaica poguessin disposar dels seus béns mobles i immobles, encara que amb les excepcions establertes per les lleis —no podrien treure ni or, ni plata, ni cavalls...—. Torquemada va presentar el projecte de decret als reis el 20 de març de 1492, i els monarques ho van signar i van publicar a el 31 de març. Segons Joseph Pérez, que els reis encarregaran la redacció del decret a Torquemada «demostra el protagonisme de la Inquisició en aquell assumpte».
Del decret promulgat a el 31 de març, que prenc com a base el projecte de decret de Torquemada -redacció «amb voluntat i consentiment de les seves alteses» i que està datat a Santa Fe el 20 de març- existeixen dues versions. Una signada pels dos reis i vàlida per a la Corona de Castella i una altra signada solament pel rei Ferran i vàlida per a la Corona d'Aragó. Entre el projecte de decret de Torquemada i les dues versions finals i entre aquestes entre si existeixen, segons Joseph Pérez, «variants significatives». A diferència del projecte de Torquemada i del decret castellà, en la versió dirigida a la Corona d'Aragó es reconeix el protagonisme de la Inquisició  —«Persuadint-nos el venerable pare prior de Santa Cruz [Torquemada], inquisidor general de la dita herètica pravitat...»—; s'esmenta la usura com un dels dos delictes dels que s'acusa els jueus —«Trobem els mencionats jueus, pel mig de]grandíssimes i insuportables usures, devorar i absorbir les hisendes i substàncies dels cristians»—; es reafirma la posició oficial que solament la Corona pot decidir el destí dels jueus, ja que són possessió dels reis —«Són nostres», es diu—; i conté més expressions injurioses contra els jueus: se'ls acusa de burlar-se de les lleis dels cristians i de considerar-los idòlatres; es fa menció de les «abominables circunsicions i de la perfídia judaica»; es qualifica el judaisme de «lepra»; es recorda que els jueus «per la seva pròpia culpa estan sotmesos a perpètua servitud, a ser serfs i captius».
Respecte a l'essencial, les dues versions tenen la mateixa estructura i exposen les mateixes idees. En la primera part es recullen les raons per les que els reis —o el rei en el cas de la versió «aragonesa»— decideix expulsar els jueus i a la segona part es detalla com es realitzarà l'expulsió.

### Les condicions de l'expulsió
En la segona part del decret es detallaven les condicions de l'expulsió:
- L'expulsió dels jueus era definitiva: «acordem de manar sortir tots els jueus i jueves dels nostres regnes i que mai tornin ni tornin a ells ni algun d'ells».
- No hi havia cap excepció, ni per raó d'edat, residència o lloc de naixement —s'inclouen tant els nascuts a Castella i l'Aragó com els vinguts de fora.
- Es donava un termini de quatre mesos —que després se n'ampliarà deu dies més, fins al 10 d'agost— perquè sortissin dels dominis dels reis. Els que no ho farien dintre d'aquest termini o tornessin després serien castigats amb la pena de mort i la confiscació dels seus béns. Així mateix els que auxiliaran als jueus o els ocultaran s'exposaven a perdre «tots els seus béns, vassalls i fortaleses i d'altres heretaments».
- En el termini fixat de quatre mesos els jueus podrien vendre els seus béns immobles i endur-se el producte de la venda en forma de lletres de canvi —no en moneda encunyada o en or i plata perquè la seva sortida estava prohibida per la llei— o de mercaderies —sempre que no fossin armes o cavalls, l'exportació dels quals també estava prohibida.

Encara que a l'edicte no es feia referència a una possible conversió, aquesta alternativa estava implícita. Com ha destacat l'historiador Luis Suárez els jueus disposaven de «quatre mesos per prendre la més terrible decisió de la seva vida: abandonar la seva fe per integrar-se en el regne, en la comunitat política i civil, o sortir del territori a fi de conservar-la».

El drama que van viure els jueus ho recull una font contemporània:
| « | Alguns jueus, quan se'ls acabava el terme, caminaven de nit i de dia com desesperats. Molts es van tornar del camí... i van rebre la fe de Crist. Molts d'altres, per no privar-se de la pàtria on havien nascut i per no vendre en aquella ocasió els seus béns a menys preu, es batejaven. | » |

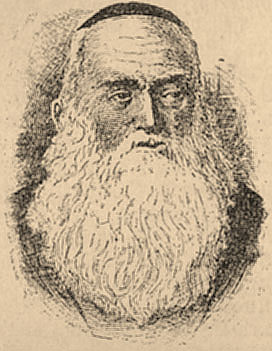
Ishaq Abrabanel.

Els jueus més destacats, amb poques excepcions entre les que sobresurt Ishaq Abrabanel, van decidir convertir-se al cristianisme. El cas més rellevant va ser el d'Abraham Seneor, rabí major de Castella i un dels col·laboradors més estrets dels reis. Ell i tots els seus familiars van ser batejats el 15 de juny de 1492 al monestir de Guadalupe, sent els seus padrins els reis Isabel i Ferran. Va prendre el nom de Fernán-Núñez Coronel i el seu gendre Mayr Melamed el de Fernán Pérez Coronel —el mateix nom de pila que el del rei—. A aquest cas, com al d'Abraham de Còrdova, se li va donar molta publicitat perquè servís d'exemple per a la resta de membres de la seva comunitat. De fet durant els quatre mesos de termini tàcit que es va donar per a la conversió molts jueus es van batejar, especialment els rics i els més cultes, i entre ells la immensa majoria dels rabins.
Els jueus que van decidir de no convertir-se «van haver de preparar-se per a la marxa en tremendes condicions». Van haver de malvendre els seus béns perquè comptaven amb molt poc temps i van haver d'acceptar les quantitats de vegades ridícules que els van oferir en forma de béns que poguessin endur-se perquè la sortida d'or i de plata del regne estava prohibida —la possibilitat d'emportar-se lletres de canvi no els va ser de molt ajut perquè els banquers, italians en la seva majoria, els van exigir enormes interessos—. Un cronista de l'època així ho atesta:
| « | Vendieron y malbarataron cuanto pudieron de sus haciendas… y en todo hubieron siniestras venturas, ca hubieron los cristianos sus haciendas, muy muchas y muy ricas casas y heredamientos por pocos dineros; y andaban rogando con ellas y no hallaban quien se las comprase y daban una casa por un asno y una viña por poco paño o lienzo, porque no podían sacar oro ni plata. | » |

També van tenir greus dificultats per recuperar els diners prestats a cristians perquè o bé el termini de devolució era posterior al 10 d'agost, data límit per a la seva sortida, o bé molts dels deutors van denunciar «frau d'usura», sabent que els jueus no tindrien temps perquè els tribunals els donessin la raó. El Consell de Castella va intervenir per accelerar els processos però no sempre va tenir èxit. A més a més havien de fer-se càrrec de totes les despeses del viatge —transport, manutenció, càrregues dels vaixells, peatges, etc.—. Aquest va ser organitzat per Ishaq Abrabanel, que va ser qui va contractar els vaixells, havent de pagar preus exorbitants i els propietaris dels quals en alguns casos no van complir el contracte o van assassinar els viatgers per robar el poc que posseïen. Abrabanel va comptar amb la col·laboració del funcionari reial converso Lluís de Santàngel i del banquer genovès, Francisco Pinelo.
Els reis van haver de donar ordres perquè se'ls protegís durant el viatge, perquè durant ell van patir vexacions i abusos. Així també ho va relatar Andrés Bernaldez, rector de Los Palacios, el moment en què els jueus van haver d'abandonar «les terres dels seus naixements».

### Motius

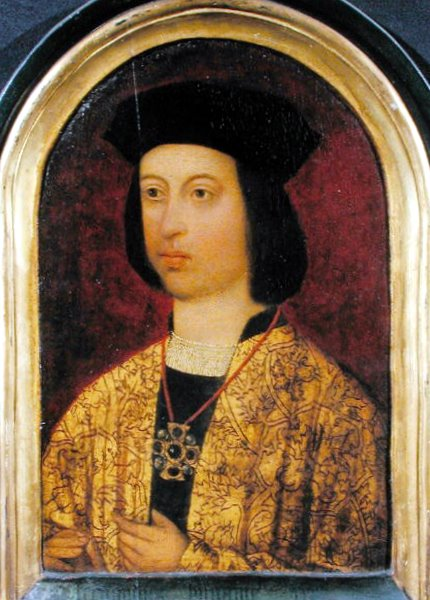
Ferran II d'Aragó.

A la versió castellana sobre l'expulsió, es fa referència exclusivament als motius religiosos —en la versió aragonesa també s'al·ludeix a la usura— perquè s'acusa els jueus de l'herètica pravitat, és a dir, de servir d'exemple i d'incitar els conversos a tornar a les pràctiques de la seva antiga religió. Al començament del decret es diu:
| « | Bé és sabut que en els nostres dominis, existeixen alguns mals cristians que han judaïtzat i han comès apostasia contra la santa fe Catòlica, estant causa la majoria per les relacions entre jueus i cristians. | » |

A continuació es relaten les mesures preses fins aleshores pels reis per a donar fi a la comunicació entre la comunitat jueva i els conversos, causa fonamental segons els reis i la Inquisició, que els cristians nous, judaïtzin. En primer lloc l'acord de les Corts de Toledo de 1480 pel que s'obligava als jueus a viure en barris separats dels cristians, per evitar que els jueus puguin «subvertir i sostreure de la nostra santa fe catòlica als fidels cristians». En segon lloc, la decisió d'expulsar els jueus d'Andalusia, «creient que allò bastaria perquè els de les altres ciutats i viles i llocs dels nostres regnes i senyorius paressin de fer i cometre el susdit». Però aquesta mesura va fallar «perquè cada dia es troba i sembla que els mencionats jueus creixen en continuar el seu mal propòsit on viuen i conversen».

Finalment s'explica el motiu pel qual s'ha decidit expulsar tota la comunitat jueva, i no solament a aquells dels seus membres que suposadament volien «pervertir» als cristians»:
| « | Perquè quan algun greu i detestable crim és comès per algun col·legi o universitat [és a dir: alguna corporació i col·lectivitat], és raó que aquest col·legi o universitat siguin dissolts, i anihilats i els menors ¿pels més grans i els uns pels altres punits i que aquells que perverteixen el bo i honest viure de les ciutats i viles i per contagi poden danyar els altres siguin expel·lits. | » |

Com ha destacat Julio Valdeón, «sens dubte l'expulsió dels jueus del solar ibèric és un dels temes més polèmics de quants han succeït al llarg de la història d'Espanya». No és d'estranyar, doncs, que els historiadors hagin debatut sobre si a més a més dels motius exposats pels Reis Catòlics al decret, n'hi va haver d'altres. Avui dia semblen descartats alguns que es van adduir en el seu moment com ell de què es va expulsar els jueus per quedar-se amb la seva riquesa, ja que la majoria dels hebreus que se'n van anar van ser els més modests, mentre que els més rics es van convertir i es van quedar, i, d'altra banda, la corona no es va beneficiar de cap manera de l'operació —més aviat va sortir perjudicada, ja que va deixar de percebre els impostos que pagaven els jueus—. Així mateix tampoc sembla sostenir-se la tesi que l'expulsió va ser un episodi de lluita de classes —la noblesa volia desfer-se d'una incipient burgesia que representaven els jueus i que suposadament amenaçava els seus interessos— perquè molts jueus van ser defensats per algunes de les famílies nobiliàries més importants de Castella i perquè a més a més va ser entre les files de la «burgesia» de «cristians vells» a on més va créixer l'antijudaisme.
També semblen descartats els motius personals dels reis, perquè tot indica que aquests no sentien cap repugnància envers jueus i conversos. Entre els homes de confiança dels reis n'hi havia diversos que pertanyien a aquest grup, com el confessor de la reina fra Hernando de Talavera, el majordom Andrés Cabrera, el tresorer de la Santa Germandat Abraham Seneor, o com Mayr Melamed o Ishaq Abrabanel, sense comptar amb els metges jueus que els van atendre.

Expulsions de comunitats jueves europees entre 1100 i 1600. Les principals rutes que van seguir els jueus espanyols estan marcades en marró clar.

Els historiadors actuals prefereixen situar l'expulsió en el context europeu i destaquen, com Luis Suárez Fernández o Julio Valdeón, que els Reis Catòlics de fet van ser els últims dels sobirans dels grans estats europeus occidentals en decretar l'expulsió —el regne d'Anglaterra ho va fer el 1290, el Regne de França el 1394; el 1421 els jueus són expulsats de Viena; el 1424 de Linz i de Colònia; el 1439 d'Augsburg; el 1442 de Baviera; el 1485 de Perusa; el 1486 de Vicenza; el 1488 de Parma; el 1489 de Milà; el 1493 de Sicília; el 1494 de Florència; el 1498 de Provença…—. L'objectiu de tots ells era aconseguir la unitat de Fe en els seus estats, un principi que quedarà definit en el segle xvi amb la fórmula cuius regio, eius religio, que els súbdits han de professar la mateixa religió que el seu príncep.
Com ha destacat Joseph Pérez, amb l'expulsió «es dona fi a una situació original a l'Europa cristiana: la d'una nació que consent la presència de comunitats religioses diferents», amb la qual cosa «torna a ser una nació com les altres en la cristiandat europea». «La Universitat de París va felicitar Espanya per haver portat a terme un acte de bon govern, opinió que van compartir els millors esperits de l'època (Maquiavel, Guicciardini, Pico della Mirandola…) […] Era la pretesa convivència medieval la que estranyava l'Europa cristiana»".
Julio Valdeón afirma que la decisió dels Reis Catòlics, els que «es van mostrar, en els seus primers anys de regnat, clarament protectors dels hebreus», es va deure amb la «pressió procedent de la resta de la Cristiandat» i a «la constant pressió de l'Església, que no deixava de predicar, amb força freqüència, contra els que denominava deïcides», així com la «tremenda animadversió que existia en el poble cristià contra la comunitat judaica». En aquest sentit cita la tesi de l'historiador israelià Benzion Netanyahu que l'expulsió va ser la conseqüència del clima de racisme que es vivia en la societat cristiana de l'època. Una tesi aquesta última —que els reis decidissin l'expulsió per congraciar-se amb les masses on predominaven els sentiments antijueus— que Joseph Pérez considera sense fonament. «Per què s'havien hagut de preocupar els reis pel que opinaven les masses sobre jueus i conversos quan no atenien els interessos més concrets d'aquelles masses? De les tres versions que es conserven de l'edicte d'expulsió, solament la tercera l'aragonesa, signada solament pel senyor Ferran, es refereix al tema de la usura, en termes molt durs, a propòsit. En les altres dues versions no es llegeix ni una sola menció, ni tan sols la més petita al·lusió, a aquest assumpte. Altres de les acusacions que repetien des de feia segles contra els jueus: poble deïcida, profanació d'hòsties, crims rituals... no apareixen en cap de les tres versions».
Per a Joseph Pérez, la decisió dels Reis Catòlics, com ho demostra el contingut del propi Decret de l'Alhambra, està directament relacionada amb el «problema convers». El primer pas va ser la creació de la Inquisició, el segon l'expulsió dels jueus per eliminar els que suposadament incitaven els conversos a judaïtzar. «El que els preocupava als reis era l'assimilació total i definitiva dels conversos; per fer-ho fracassades les mesures anteriors, acudeixen a una solució dràstica: l'expulsió dels jueus per arrencar el mal». «La idea d'expulsar els jueus part de la Inquisició; d'això no hi ha dubte. […] A la inquisició li va semblar l'expulsió dels jueus la millor forma d'acabar amb els conversos judaïtzants: treta la causa -la comunicació amb jueus-, desapareixeria l'efecte. […] Els Reis Catòlics prenen la idea al seu compte però això no vol dir que obren baixa la pressió dels inquisidors. Les preocupacions, per a ells, també són religioses: l'heretgia no és del seu grat; volen netejar el regne d'ella, com va escriure la reina; però aquestes preocupacions a més a més són polítiques: esperen que l'eliminació del judaisme faciliti l'assimilació definitiva i la integració dels conversos en la societat espanyola».
D'altra banda, Joseph Pérez, seguint a Luis Suárez, situa l'expulsió dintre del context de construcció de l'«Estat modern», que exigeix una més gran cohesió social fonamentada en la unitat de Fe per imposar la seva autoritat a tots els grups i individus del regne. A diferència de l'època medieval en aquest tipus d'Estat no caben els grups que es regeixen per normes particulars, com era el cas de la comunitat jueva. Per això no és casual, adverteix Pérez, que solament tres mesos després d'haver eliminat l'últim reducte musulmà de la península amb la conquesta del regne nassarita de Granada, decretin l'expulsió dels jueus. «El que es va pretendre aleshores va ser assimilar completament a judaïtzants i jueus perquè no existissin més que cristians. Els reis van haver de pensar que la perspectiva de l'expulsió animaria els jueus a convertir-se de forma massiva i que així una gradual assimilació acabaria amb les restes del judaisme. Es van equivocar en això. La gran majoria va preferir anar-se'n, amb tot el que això suposava d'esquinçaments, sacrificis i vexacions, i seguir fidel a la seva fe. Es van negar rotundament a l'assimilació que se'ls oferia com a alternativa».

## Conseqüències

### La fi de la diversitat religiosa a Espanya

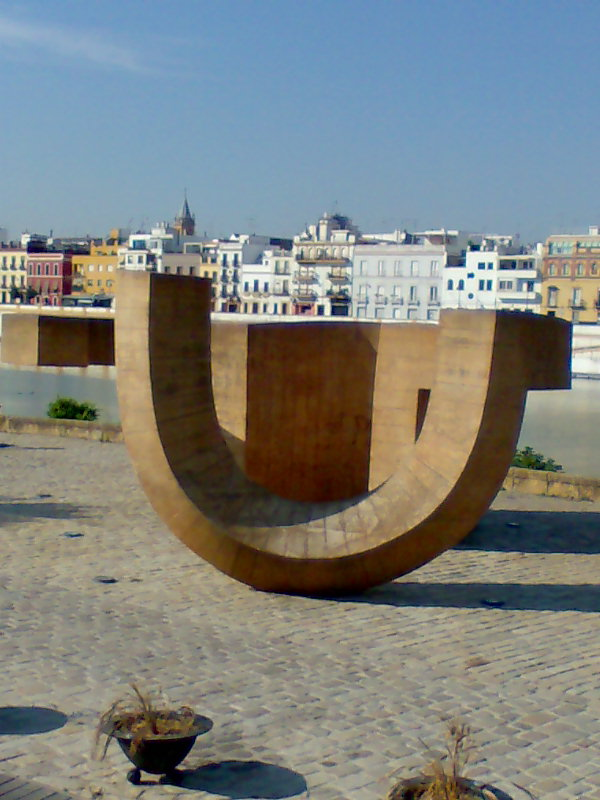
Monument a la Tolerància a Sevilla, situat en el lloc on van ser cremats vius cinc jueus.

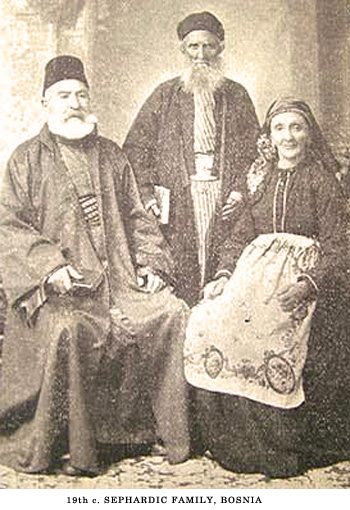
Família de jueus sefardites de Bòsnia otomana.

L'any 1492 acaba, doncs, la història del judaisme espanyol, que només portarà en endavant una existència subterrània, sempre amenaçada per l'aparell inquisitorial i la suspicàcia d'una opinió pública que veia als jueus, judaïtzants i també conversos sincers a uns enemics naturals del catolicisme i de la idiosincràsia espanyola, tal com la van entendre i van imposar alguns responsables eclesiàstics i intel·lectuals, en una actitud que vorejava el racisme.
El nombre de jueus expulsats continua sent objecte de controvèrsia. Les xifres han oscil·lat entre els 45.000 i els 350.000, encara que les recerques més recents, segons Joseph Pérez, la situen al voltant dels 50.000, tenint en compte els milers de jueus que després d'anar-se'n van tornar a causa del maltractament que van patir en alguns llocs d'acollida, com a Fez, el Marroc. Julio Valdeón, citant també les últimes investigacions, situa la xifra entre els 70.000 i els 100.000, dels que entre 50.000 i 80.000 procedirien de la Corona de Castella, encara que en aquests números no es comptabilitzen els retornats.
La situació dels que van tornar es va regularitzar amb una ordre del 10 de novembre de 1492 en què s'establia que les autoritats civils i eclesiàstiques havien de ser testimonis del baptisme i en el cas que s'haguessin batejat abans de tornar, s'exigien proves i testimonis que ho confirmessin. Així mateix van poder recuperar tots els seus béns pel mateix preu al qual els haguessin venut. Els retorns estan documentats fins a 1499 almenys. D'altra banda, una provisió del Consell de Castella de 24 d'octubre de 1493 va determinar dures sancions per a aquells que injuriessin a aquests cristians nous —nomenant-los vel·leïtosos, per exemple.
Pel que fa a l'impacte econòmic de l'expulsió sembla descartada la tesi que va suposar un dur revés i va frenar el naixement del capitalisme, amb el que seria una de les causes de la decadència espanyola. Com ha assenyalat Joseph Pérez, «en vista de la documentació publicada sobre fiscalitat i activitats econòmiques, no cap el més petit dubte que els jueus no constituïen ja una font de riquesa rellevant, ni com a banquers ni com a arrendataris de rendes ni com a mercaders que desenvolupessin negocis a nivell internacional. És el que confirma la situació el 1492 i als anys següents. […] L'expulsió dels jueus va produir problemes a nivell local però no una catàstrofe nacional. És sense cap mena de dubte forassenyat atribuir a aquell esdeveniment la decadència d'Espanya i la seva pretesa incapacitat per adaptar-se a les transformacions del món modern. Tot el que sabem ara demostra que l'Espanya del segle xvi no era precisament una nació econòmicament retardada. […] En termes estrictament demogràfics i econòmics, i prescindint dels aspectes humans, l'expulsió no va suposar per a Espanya cap deteriorament substancial, sinó solament una crisi passatgera ràpidament superada».

### La diàspora sefardita i la continuïtat identitària jueva

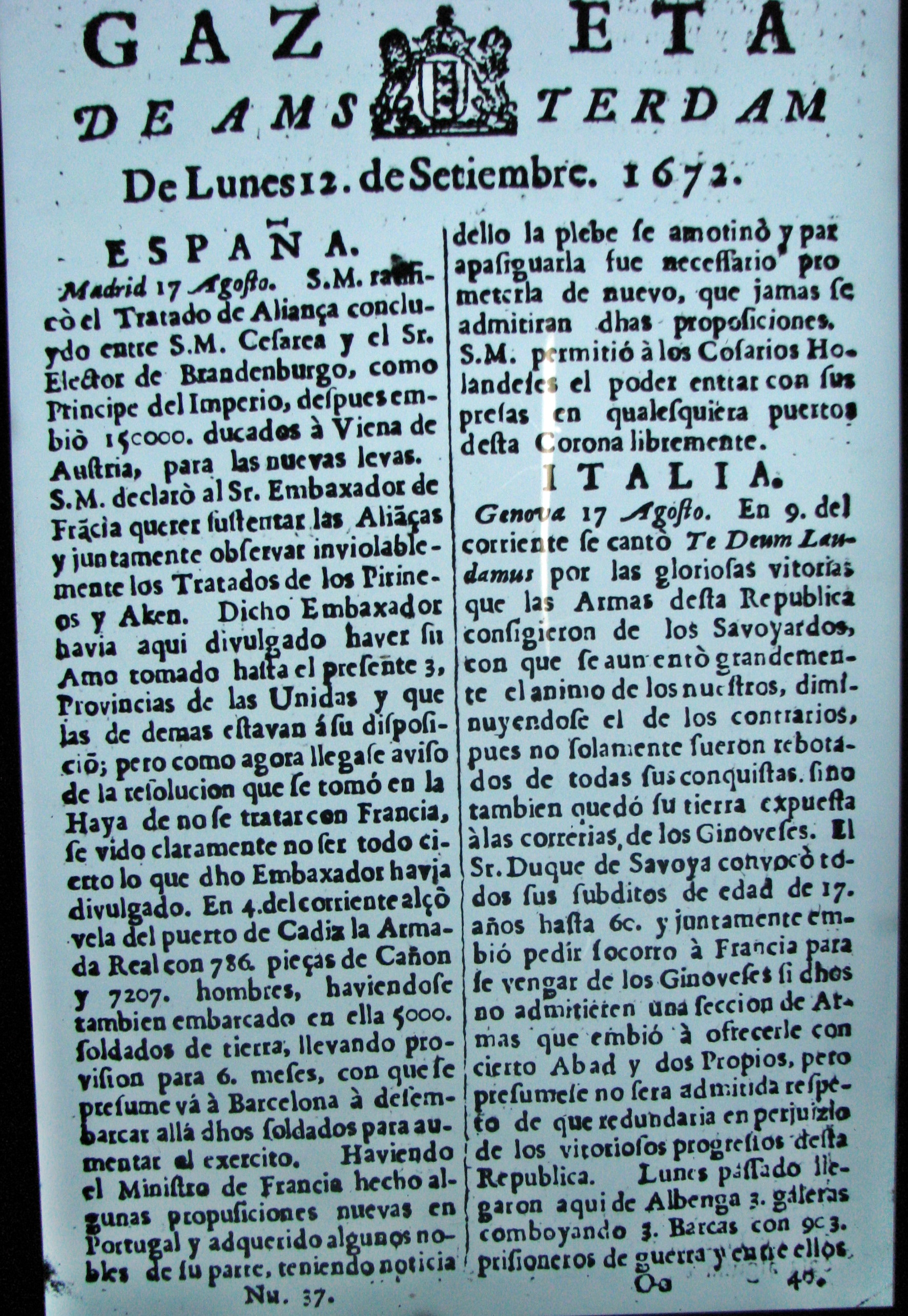
Lengua y DestierroExemplar de la Gazeta d'Amsterdam publicat a Holanda el 12 de setembre de 1672. Els hebreus d'Amsterdam imprimien un diari que mostra, en primera plana, l'interès de la comunitat jueva pel que succeïa llavors a Madrid i, llegia a més a més les notícies en espanyol-després de «180 anys» d'haver estat expulsada de la seva terra ancestral (1492). Document preservat i exhibit a Bet ha-Tefutsot, Museu Nahum Goldmann i Casa de les Diàspores, Universitat de Tel-Aviv, Estat d'Israel.

La majoria dels jueus expulsats es van instal·lar a l'Àfrica del Nord, de vegades via Portugal, o als estats propers, com el regne de Portugal, el regne de Navarra, o als estats italians. Com dels dos primers regnes també se'ls va expulsar el 1497 i el 1498 respectivament, van haver d'emigrar novament. Els de Navarra es van instal·lar a Baiona en la seva majoria. I els de Portugal van acabar al nord d'Europa (Anglaterra o Flandes). Al nord de l'Àfrica, els que van anar al regne de Fes van patir tota mena de maltractaments i van ser espoliats, també pels jueus que vivien allà des de feia molt de temps. Els que van córrer millor sort van ser els que es van instal·lar-se als territoris de l'Imperi Otomà, tant al nord de l'Àfrica i al Pròxim Orient, com als Balcans i la República de Ragusa, després d'haver passat per Itàlia. El soldà Baiazet II va donar ordres perquè fossin ben acollits i el seu successor Solimà el Magnífic va exclamar en una ocasió referint-se al rei Ferran: «A aquest l'anomeneu rei que empobreix els seus estats per enriquir els meus?». Aquest mateix soldà li va comentar a l'ambaixador enviat per Carles V : «que es meravellava que haguessin expulsat els jueus de Castella, doncs era llançar la riquesa».
Com alguns jueus identificaven Espanya i la península ibèrica amb la Sefarad bíblica, els jueus expulsats pels Reis Catòlics van prendre o van rebre el nom de sefardites. Aquests, a més a més de la seva religió, "van guardar també molts dels seus costums ancestrals i particularment van conservar fins als nostres dies l'ús de la llengua espanyola, una llengua que, per descomptat, no és exactament la que es parlava a l'Espanya del segle XV: com tota llengua viva, va evolucionar i va patir amb el pas del temps alteracions notables, encara que les estructures i característiques essencials van continuar sent les del castellà de la Baixa Edat Mitjana. […] Els sefardites mai no se'n van oblidar de la terra dels seus pares, abrigant per a ella sentiments oposats: per una part, el rancor pels tràgics esdeveniments de 1492; per una altra banda, caminant el temps, la nostàlgia de la pàtria perduda... ".

Sobre el judeocastellà com a fenomen sociocultural i identitari, va escriure García-Pelayo y Gross en el segle XX: 
| « | Se'n diu dels jueus expulsats d'Espanya en el segle xv i que conserven a l'Orient la llengua i les tradicions espanyoles. L'expulsió dels jueus […] va fer sortir de la Península ibèrica a gran nombre de famílies, sobretot d'Andalusia i de Castella, que se'n van anar a establir en els països del Mediterrani oriental dominats pels turcs, on van formar colònies que han subsistit fins als nostres dies, especialment a Egipte, Algèria, el Marroc, Turquia, Grècia, Bulgària [...]. Les mencionades famílies, compostes en general d'elements sefardites de bon nivell social, han mantingut la seva religió, les seves tradicions, la seva llengua i encara una literatura pròpia durant quatre segles i mig. L'espanyol que van transportar, el de Castella i Andalusia del segle xv, allunyat de tot contacte amb el de la Península, no ha participat de l'evolució soferta pel d'Espanya i l'Amèrica colonial espanyola. La seva fonètica presenta algunes formes arcaiques, però no degenerades; el seu vocabulari ofereix comptades contaminacions hebrees, gregues, italianes, àrabs, turques, segons els països de residència. El judeocastellà constitueix, doncs, un dels més notables exemples del manteniment d'una llengua per un grup social desterrat, prou fort socialment per resistir l'assimilació lingüística. | » |